# Distretto di Xiufeng
Il distretto di Xiufeng (秀峰区S, Xiùfēng QūP) è un distretto della Cina, situato nella regione autonoma di Guangxi e amministrato dalla prefettura di Guilin.